# 後期チャールキヤ朝

カリヤーニのチャールキヤ朝

後期チャールキヤ朝の版図（12世紀）

カリヤーニのチャールキヤ朝（カリヤーニのチャールキヤちょう、Kalyani Chalukya dynasty）とは、10世紀から12世紀にかけて、インドの西部デカン地方と南インドを支配ヒンドゥー王朝（973年 - 1189年）。後期チャールキヤ朝とも呼ばれる。首都はマーニヤケータとカリヤーニ（現バサヴァカリヤーン）。

## 歴史

### チャールキヤ朝の再興
前期チャールキヤ朝滅亡後、チャールキヤ家はラーシュトラクータ朝の封臣となっていたが、ラーシュトラクータ朝の封臣であったタイラ2世（在位：973年 - 997年）が、973年にラーシュトラクータ朝を滅ぼし、チャールキヤ朝を再興した。
この王朝は前期チャールキヤ朝（バーダーミのチャールキヤ朝）と区別して、カリヤーニのチャールキヤ朝、後期チャールキヤ朝とも呼ばれている。

### チョーラ朝との争いと領土の拡大

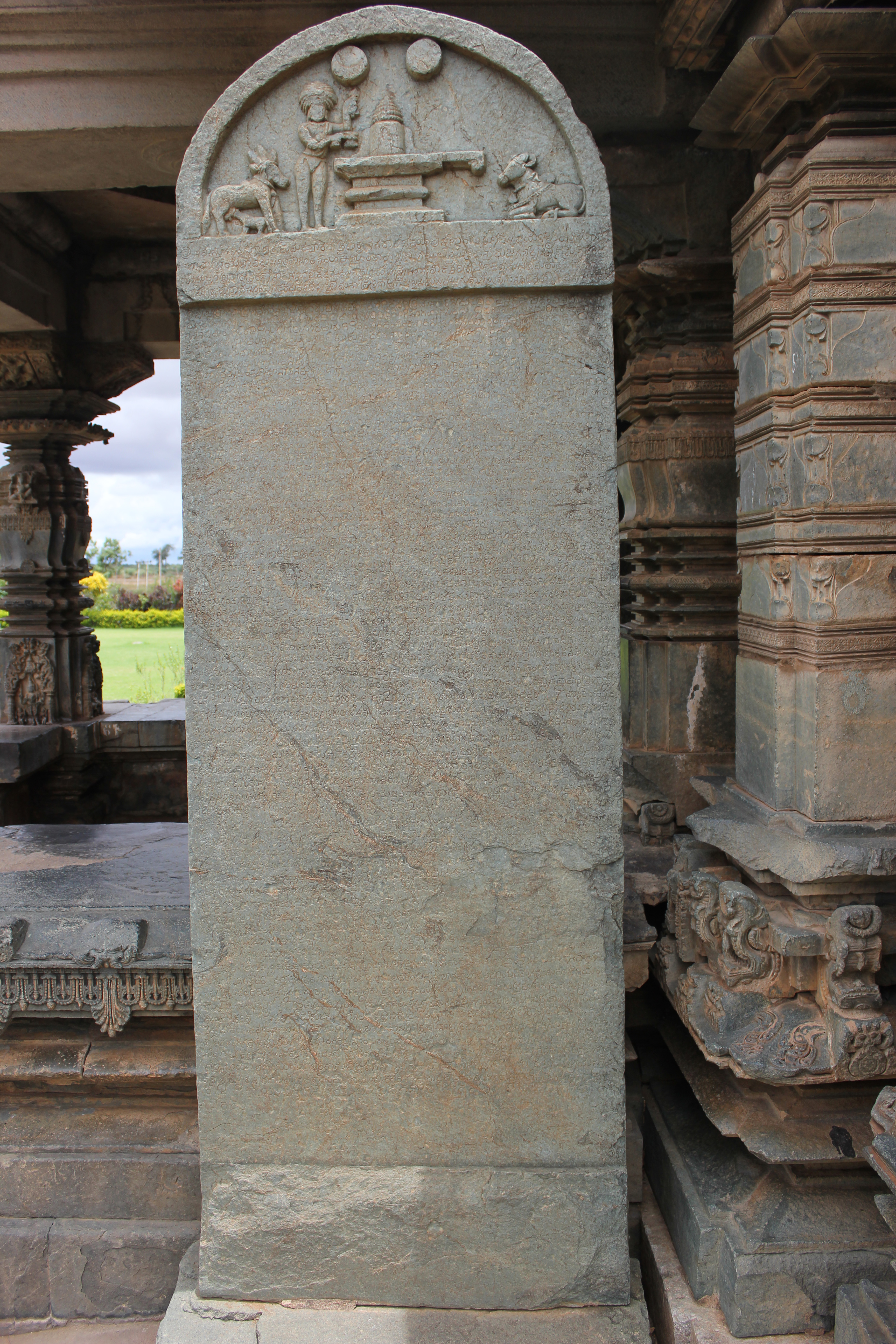
ソーメーシュヴァラ1世の時代の碑文

後期チャールキヤ朝の前途は多難で、まず10世紀末から11世紀前半は、南隣のチョーラ朝がラージャラージャ1世、ラージェーンドラ1世のもとで全盛時代であった。
また、このチョーラ朝の両王は後期チャールキヤ朝と血縁関係にある東チャールキヤ朝と婚姻関係を結んで、その宗主権を主張したことから、まずはこれと戦い続けなければならなかった。
11世紀中頃、ソーメーシュヴァラ1世（在位：1042年 - 1068年）の治世に、首都をラーシュトラクータ朝から引き継いだマーニヤケータからカリヤーニに遷都し、また、ソーメーシュヴァラ1世は北インドでは、パラマーラ朝のボージャ王を破り、東部ではカリンガ地方を征圧した。しかし、ソーメーシュヴァラ1世の治世もまた、東チャールキヤ朝の宗主権をめぐり、チョーラ朝と長年にわたって激しく争い続けた。

### 内乱
1068年、ソーメーシュヴァラ1世の死後、その息子ソーメーシュヴァラ2世（在位：1068年 - 1076年）が新たな王となったが、王弟ヴィクラマーディティヤはこれを認めず、王朝はソーメーシュヴァラ2世の支配する北部と、ヴィクラマーディティヤの支配する南部に分裂した。
ヴィクラマーディティヤはチョーラ朝との東チャールキヤ朝の宗主権をめぐる争いでは、チョーラ朝に味方したが、1070年にチョーラ朝が断絶したのち、東チャールキヤ朝と合体することには反対し、これ以降チョーラ朝とは敵対するようになった。
一方、1070年以降、ヴィクラマーディティヤがチョーラ朝と対立したことで、兄ソーメーシュヴァラ2世はチョーラ朝と結び、この情勢が内乱終結まで続いた。

### ヴィクラマーディティヤ6世の治下における最盛期

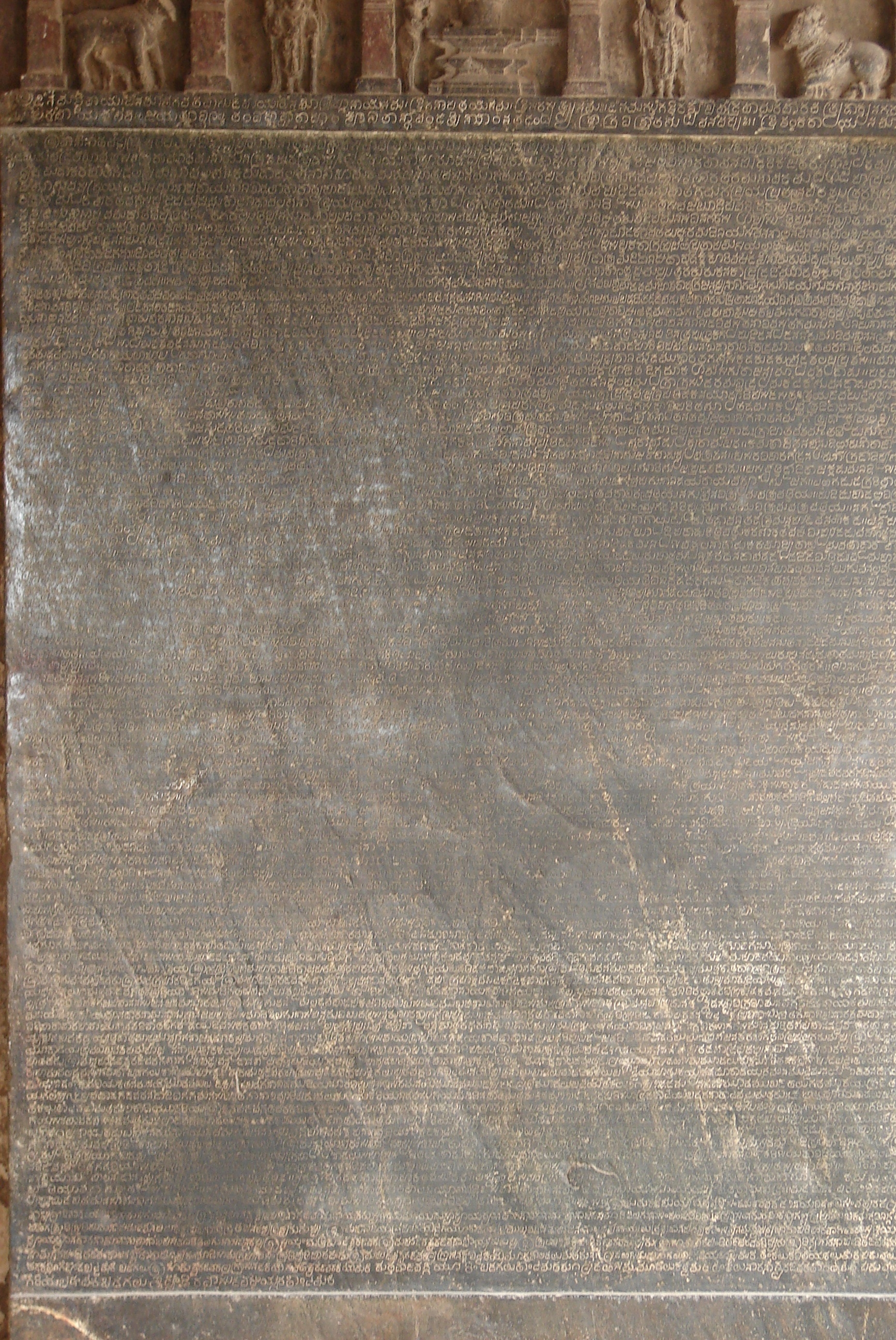
ヴィクラマーディティヤ6世の治世における事跡が刻まれた碑文（マハーデーヴァ寺院）

1076年、ついに王弟ヴィクラマーディティヤは兄王ソーメーシュヴァラ2世を破り、ソーメーシュヴァラ2世は捕らえられて投獄され、ヴィクラマーディティヤは新たにヴィクラマーディティヤ6世（在位：1076年 - 1126年）として王となった。
ヴィクラマーディティヤ6世の50年にわたる治世はおおむね平和で、その宮廷では文化が栄え、詩人、文人たちが多く集まり、サンスクリット詩人ビルハナは叙事詩「ヴィクラマーンカデーヴァチャリタ」を書いて、その業績をたたえている。だが、ヴィクラマーディティヤ6世の治世、デカンのヤーダヴァ家、カーカティーヤ家、南インドのホイサラ家など諸侯が力をつけ、12世紀初頭になるとホイサラ家は半独立の姿勢を見せるようになった。
しかし、ヴィクラマーディティヤ6世はこれら諸侯をおさえ、軍事活動を行い領土をさらに拡大し、東チャールキヤ朝の旧領の支配権をめぐるチョーラ朝との争いでは優位に立ち、チョーラ朝の内政にも介入した。
このように、ヴィクラマーディティヤ6世の治世は安定していて、その治世はチャールキヤ朝の最盛期であり、「チャールキヤ・ヴィクラマ時代（Chalukya-Vikrama era）」と呼ばれ、このことからヴィクラマーディティヤ6世はチャールキヤ朝の最も偉大な王されている。

### 衰退と滅亡

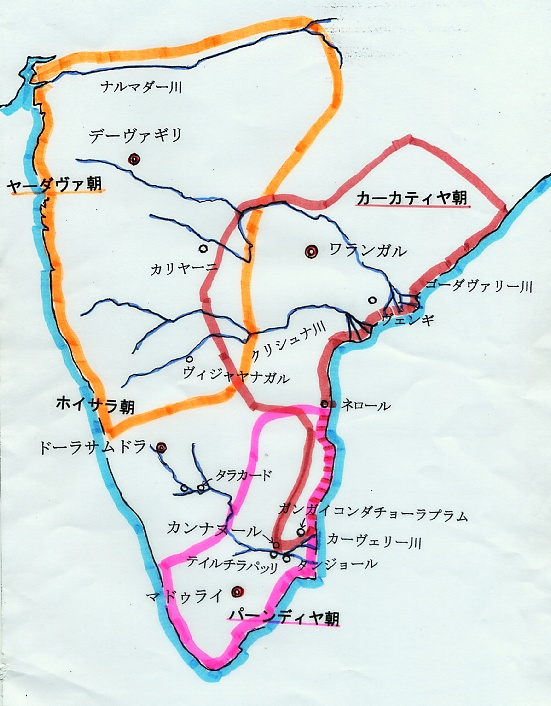
滅亡後の後期チャールキヤ朝（13世紀）

1126年、老王ヴィクラマーディティヤ6世は死亡し、息子のソーメーシュヴァラ3世（在位：1126年 - 1138年）が後を継いだが、この頃から後期チャールキヤ朝は衰退していくようになった。
12世紀の後半になると、後期チャールキヤ朝の領土は、ヴィクラマーディティヤ6世のもと抑えられていた諸侯の独立により徐々に解体され、デカンにはヤーダヴァ家、カーカーティーヤ家が、ホイサラ家が事実上独立した。後期チャールキヤ朝の首都カリヤーニでは、その実権が20数年間にわたってカラチュリ家に握られる状況になった。
最後の王ソーメーシュヴァラ4世（在位：1183年 - 1189年）は、1185年にヤーダヴァ朝の王ビッラマ5世に首都カリヤーニを落され、実権を握っていたカラチュリ家は滅ぼされたが、王国の北半をヤーダヴァ朝に奪われ、ソーメーシュヴァラ4世は南方に逃げた。
1189年、ソーメーシュヴァラ4世はホイサラ朝の王バッラーラ2世に敗れ、後期チャールキヤ朝はついに滅亡し、その版図は、北のヤーダヴァ朝、南のホイサラ朝、東のカーカティーヤ朝などによって分割された。